# Блокпост (фільм)
"Блокпост" — російський кінофільм 1998 року, воєнна драма, трагікомедія.

## Сюжет
1996 рік, десь на Північному Кавказі триває війна. Під час одного з рейдів до найближчого аулу солдати стають мимовільними учасниками трагедії — дитина гине від вибуху міни (коли солдати заходять до хати, хлопчик б'є молотком по підривнику протитанкової міни). Вважаючи солдатів винуватцями вибуху, на них накидаються місцеві жінки. У однієї з жінок у руках виявляється автомат, і вона відкриває безладний вогонь. В результаті перестрілки гине дільничний міліціонер аула, а жінку, що стріляла, ранять в обидві ноги. Провести об'єктивне розслідування через пильну увагу іноземних спостерігачів не вдається (хто стріляв у жінку, так і залишиться невідомим). Місцеві жителі присягаються помститися. Щоб уникнути зростання напруженості і до з'ясування всіх обставин солдатів, причетних до інциденту, відправляють на віддалений блокпост у "договірній" місцевості, де за ними стежить снайпер. Також до блокпосту приходить місцева дівчина, яка назвалася Машею. Вона продає солдатам свою глухоніму сестру за патрони. Солдат на прізвисько "Юрист" починає залицятися до Маші, їй він теж подобається.
Кайф та Скелет йдуть в аул за травою, але в будинку місцевого торговця натикаються на групу місцевих чоловіків, схожих на бойовиків. Зі страху бути вбитими Скелет придумує легенду, що вони з кайфом прийшли просити прибрати снайпера, так як це не відповідає домовленості. Розмова не виходить, але обидва солдата йдуть неушкодженими. Бажаючи помститися за страх Кайф ставить на стежці саморобну розтяжку із гранати, яку Скелет тайкома тримав, поки вони були в аулі, і впустив там же кільце.
На блокпост приїжджає комісія ОБСЄ. У цей час на розтяжці Кайфа підриваються 2 барани, а старому пастуху відриває ліву кисть. Через деякий час знову приїжджає слідча комісія з жінками з аулу, в якому загинула дитина, для пізнання винного. В результаті слідчі забирають Гаврика "Щур" Крутицького, незважаючи на опір командира загону – прапорщика "Ілліча".
Через кілька днів Юрист і Скелет чергують на посаді. Юрист змінюється зі своїм товаришем каскою, бо той збирається йти на полювання на снайпера, а на його касці прикріплений лисячий хвіст, який може його видати. До блокпосту на вантажівці місцеві привозять загорнуте в овечу шкуру тіло Крутицького, що розрізане (Щура). Шокований Юрист виявляє необережність і стає жертвою снайпера. Снайпером виявляється та сама Маша (справжнє ім'я — Манімад), яка сплутала Юриста зі Скелетом через лисячий хвіст на касці. Не знаючи, кого вона вбила, Манімад збирається назад в аул, але через необережність її сестри сама підривається на розтяжці.

## У ролях
| Актор             | Роль              |
| ----------------- | ----------------- |
| Андрій Краско     | прапорщик Ільїч   |
| Роман Романцов    | Скелет            |
| Кирило Ульянов    | Юрист             |
| Іван Кузьмін      | Попіл             |
| Денис Кирилов     | Кайф              |
| Ігор Томашевський | Халява            |
| Денис Мойсеїв     | Щур               |
| Юрій Григорьович  | Мо́ча              |
| Олександр Іванов  | Боїнг             |
| Анастасія Ражук   | Маша              |
| Маргарита Бичкова | глухоніма         |
| Сергій Гусинський | лейтенант Боря    |
| Зоя Буряк         | следователь Аліса |
| Олексій Булдаков  | генерал           |

## Знімальна група
- Режисер - Олександр Рогожкін
- Продюсери: Костянтин Ернст (Телекомпанія "ОРТ"), Сельянов Сергій Михайлович (Кінокомпанія "СТВ")
- Автор сценарію: Рогожкін, Олександр Володимирович
- Оператор: Жегалов Андрій Олексійович
- Художник: Карташов Володимир Юрійович
- Композитор - Владислав Панченко
- Звукорежисер - Анатолій Гудковський
- Монтажери: Юлія Рум'янцева, Сергій Гусинський, Олександр Рогожкін
- Художник по костюмах - Тетяна Дорожкіна

## Нагороди
- Гран-прі відкритого фестивалю у Сочі
- Приз за найкращу режисуру на міжнародному фестивалі в Карлових Варах ( Олександр Рогожкін )
- Премія «Срібний Дельфін» за найкращу режисуру (Александр Рогожкін)